# Мікулич Володимир Андрійович
Володимир Андрійович Мікулич (14 жовтня 1920, село Чорна Стьожка Борисовського повіту Мінської губернії, тепер село Польова Смолевицького району Мінської області, Республіка Білорусь — 17 січня 2000, місто Мінськ, Республіка Білорусь) — радянський білоруський державний діяч, 1-й секретар Брестського і Мінського обласних комітетів КП Білорусі. Член Ревізійної комісії КП Білорусі (1956—1960), кандидат у члени і член ЦК КП Білорусі (1960—1990). Член Бюро ЦК КП Білорусі (1977—1986). Член Центральної Ревізійної комісії КПРС у 1966—1976 роках. Кандидат у члени ЦК КПРС у 1976—1981 роках. Член ЦК КПРС у 1981—1986 роках. Депутат Верховної ради Білоруської РСР 4—6-го і 11-го скликань. Депутат Верховної ради СРСР 7—11-го скликань. Герой Соціалістичної Праці (18.01.1958).

## Життєпис
Народився в селянській родині. Закінчив Пліську неповну середню школу.
У 1937—1940 роках — робітник торфопідприємства (торфобрикетного заводу) «Чирвоный Стяг» («Червоний Прапор») в селищі Черницький Пліської сільської ради Смолевицький район Мінської області.
З вересня 1940 по 1945 рік — у Червоній армії. У 1940—1941 роках служив у частинах Прибалтійського Особливого військового округу (Латвійська РСР, місто Слока). Учасник німецько-радянської війни з 1941 року. У 1943 році — командир стрілецького відділення роти аеродромного обслуговування 270-го батальйону аеродромного обслуговування 14-го району авіаційного базування 15-ї повітряної армії, комсомольський організатор батальйону, старшина.
Член ВКП(б) з 1943 року.
У 1945—1948 роках — комсомольський організатор Мінського верстатобудівного заводу імені Кірова; секретар Заводського районного комітету ЛКСМ Білорусі міста Мінська.
У 1948—1950 роках — слухач Республіканської партійної школи при ЦК КП(б) Білорусі.
У 1950—1953 роках — 2-й секретар Мінського обласного комітету ЛКСМ Білорусі.
У 1953—1954 роках — 2-й секретар, у 1954—1962 роках — 1-й секретар Мінського районного комітету КП Білорусі Мініської області.
У 1957 році закінчив заочно Вищу партійну школу при ЦК КПРС.
Указом Президії Верховної Ради СРСР від 18 січня 1958 року за видатні успіхи, досягнуті в справі розвитку сільського господарства з виробництва зерна, картоплі, льону, м'яса, молока та інших продуктів сільського господарства, і впровадження у виробництво досягнень науки та передового досвіду Мікуличу Володимиру Андрійовичу присвоєно звання Героя Соціалістичної Праці з врученням ордена Леніна і золотої медалі «Серп і Молот».
У квітні 1962 — січні 1963 року — 2-й секретар Брестського обласного комітету КП Білорусі.
У січні 1963 — 10 грудня 1964 року — 1-й секретар Брестського сільського обласного комітету КП Білорусі.
10 грудня 1964 — 5 березня 1977 року — 1-й секретар Брестського обласного комітету КП Білорусі.
1 березня 1977 — 29 березня 1985 року — 1-й секретар Мінського обласного комітету КП Білорусі.
28 березня 1985 — 15 травня 1990 року — заступник голови Президії Верховної ради Білоруської РСР.
З травня 1990 року — персональний пенсіонер союзного значення у місті Мінську.
Помер 17 січня 2000 року. Похований Східному цвинтарі міста Мінська.

## Військове звання
- старшина

## Нагороди і відзнаки
- Герой Соціалістичної Праці (18.01.1958)
- чотири ордени Леніна (18.01.1958; 22.03.1966; 12.12.1973; 29.03.1978)
- орден Жовтневої Революції (26.03.1982)
- орден Вітчизняної війни І ст.
- орден Трудового Червоного Прапора (14.10.1970)
- дві медалі «За трудову доблесть» (30.12.1948; 25.12.1959)
- медаль «За бойові заслуги» (7.11.1943)
- медаль «За оборону Москви»
- медаль «За визволення Варшави»
- медалі
- Почесна грамота Президії Верховної ради Республіки Білорусь (4.10.1995)